# لاري يونغ (عازف جاز)
لاري يونغ (بالإنجليزية: Larry Young) (و. 1940 – 1978 م) هو عازف جاز، وعازف بيانو أمريكي، ولد في نيوآرك، نيوجيرسي، يستخدم آلات الأرغن ذو الأنابيب، وأورغن، توفي في نيويورك، عن عمر يناهز 38 عاماً، بسبب ذات الرئة.

## روابط خارجية
- لاري يونغ على موقع ميوزك برينز (الإنجليزية)
- لاري يونغ على موقع أول ميوزيك (الإنجليزية)
- لاري يونغ على موقع ديسكوغز (الإنجليزية)